# San Esteban Tizatlán
San Esteban Tizatlán est une ville mexicaine située dans la municipalité de Tlaxcala dans l'état du même nom, au Mexique. On y trouve la zone archéologique de Tizatlán de la période post-classique.
Tizatlán est un mot d'origine Nahuatl qui signifie « lieu de la craie ». Jusqu'à il y a quelques années, les gisements de ce matériau étaient exploités.